# Snedstreckad gökärtsmal
Snedstreckad gökärtsmal (Sauterina hofmanniella) är en fjärilsart som först beskrevs av H. Hermann Schleich 1867.  Snedstreckad gökärtsmal ingår i släktet Sauterina och familjen styltmalar.
Artens utbredningsområde är:
- Österrike.
- Lettland.
- Bulgarien.
- Tjeckien.
- Slovakien.
- Frankrike.
- Tyskland.
- Ungern.
- Italien.
- Norge.
- Polen.
- Rumänien.
- Sverige.
- Schweiz.
- Turkiet.
- Moldavien.
- Ukraina.

Enligt den svenska rödlistan är arten nära hotad i Sverige. Arten förekommer i Götaland och Svealand. Artens livsmiljö är stadsmiljö, skogslandskap, jordbrukslandskap. Inga underarter finns listade i Catalogue of Life.